# Parc national de Linnansaari
Le parc national de Linnansaari (en finnois : Linnansaaren kansallispuisto) est un parc national finlandais situé dans le centre-ouest du pays, dans les régions de Savonie du Sud et de Savonie du Nord. Le parc est une zone importante pour la conservation des oiseaux depuis 2010.

## Paysage
Le parc national est fondé en 1956 au centre du lac Haukivesi relié au lac Saimaa. 
Il est typique de la région des lacs de Finlande.
Le parc national comprend l’île de Linnansaari et des centaines d'autres îles et îlots du lac Haukivesi, dans les communes de Rantasalmi, Savonlinna et de Varkaus.
L’île principale est reliée à Oravi et à Rantasalmi par une navette lacustre.

## Faune
Le Phoque du Saimaa, Pusa hispida saimensis, une espèce de phoque annelé en danger critique d'extinction, peut se retrouver dans le parc. 
On peut aussi observer des ours et des chiens viverrins.

## Randonnées
Les chemins de randonnées principaux sont,:
- Luontopolku (Linnonpolku), 2 km
- Rengasreitti, 7 km
- Rengasreitti, 5,5 km[6]